# Jastrabie nad Topľou
Jastrabie nad Topľou és un poble i municipi d'Eslovàquia. Es troba a la regió de Prešov, al nord del país.

## Història
La primera referència escrita de la vila data del 1363.

## Demografia
| Godina             | 1994 | 2004   | 2014   | 2024   |
| ------------------ | ---- | ------ | ------ | ------ |
| Nombre de persones | 377  | 414    | 453    | 497    |
| Diferència         |      | +9,81% | +9,42% | +9,71% |

| Godina             | 2023 | 2024 |
| ------------------ | ---- | ---- |
| Nombre de persones | 497  | 497  |
| Diferència         |      | +0%  |